# Prasinoxena astroteles
Prasinoxena astroteles är en fjärilsart som beskrevs av Edward Meyrick 1938. Prasinoxena astroteles ingår i släktet Prasinoxena och familjen mott. Inga underarter finns listade i Catalogue of Life.